# Charly Bravo (Band)
Charly Bravo ist eine aus München stammende Elektropop-Gruppe um Frontmann Charly Bravo. Im Herbst 2013 vertrat die Band das Bundesland Bayern beim Bundesvision Song Contest.
Die Gruppe wurde in München-Schwabing gegründet, wohin Frontmann Charly Bravo, geboren 1982 in einem Vorort von München, zog, und bestand eine Zeit lang aus sechs Mitgliedern. 2015 war in der Süddeutschen Zeitung (Rubrik: Band der Woche) von vier Bandmitgliedern die Rede.
Zwischenzeitlich war auch die ehemalige Joiz Germany- und heutige sixx-, ProSieben- und Sat.1-Moderatorin Melissa Khalaj Mitglied der Band.

## Stil
Nach Eigenaussage haben die Liedtexte die Münchner Schickeria zum Inhalt, die – in der Tradition der Fernsehserie Kir Royal von Helmut Dietl – vorgeführt wird. Unterlegt werden die Texte mit elektronischen Klängen und Beats, die an die Musik der 80er Jahre angelehnt sind.

## Diskografie
- 2012: Die Lässigkeit des Seins (Album, Pop A)
- 2013: Auf Dich (Single, Pop A)
- 2013: Dreckige Namen (Single, Pop A)
- 2013: Charly Bravo (Album, Pop A)
- 2014: Maschine (Single, Pop A)
- 2016: Und sie tanzt (Single, Sepp Music)
- 2017: Gold (Single, Sepp Music)
- 2017: Gold (EP, Sepp Music)